# Witching Hour
Witching Hour — третий студийный альбом британского электропоп коллектива Ladytron, вышел 3 октября 2005 года. Параллельно с обычным было выпущено специальное издание, которое включало второй диск с видеоклипами группы и материалом о китайском турне 2004 года. Композиции «Sugar» и «Destroy Everything You Touch» были выпущены в качестве синглов. В российском издании альбома отсутствуют треки «CMYK» и «Untitled».

## Список композиций
1. «High Rise» — 4:54
2. «Destroy Everything You Touch» — 4:36
3. «International Dateline» — 4:17
4. «Soft Power» — 5:19
5. «CMYK» — 1:49
6. «AMTV» — 3:26
7. «Sugar» — 2:50
8. «Fighting in Built Up Areas» — 3:59
9. «The Last One Standing» — 3:11
10. «Weekend» — 3:57
11. «Beauty*2» — 4:23
12. «Whitelightgenerator» — 3:59
13. «All the Way…» — 4:08
14. «Untitled» — 9:03

## Бонус-диск
В некоторых странах альбом вышел с бонус-диском Extended Play, который ранее издавался как EP
1. «High Rise» (Club mix) — 6:08
2. «Nothing to Hide» — 3:51
3. «Weekend» (remix) — 4:00
4. «Citadel» — 3:48
5. «Tender Talons» — 3:28
6. «Last One Standing» (Shipps and Tait mix) — 3:46
7. «Soft Power» (Ebon’s Strong Weakness mix) — 5:39
8. «International Dateline — Harmonium Session» — 4:18

## Позиции в чартах
- США, Top Heatseekers — 32 место
- США, Top Electronic Albums — 7 место
- США, Top Independent Albums — 40 место